# Admirabilinella
Admirabilinella is een geslacht van uitgestorven kreeftachtigen uit de klasse van de Ostracoda (mosselkreeftjes).

## Soort
- Admirabilinella arcana Pribyl, 1988 †